# Rào cản ngôn ngữ
Rào cản ngôn ngữ là sự khó khăn trong việc giao tiếp giữa những người sử dụng những ngôn ngữ khác nhau hay những phương ngữ khác nhau của cùng một ngôn ngữ.
Theo cuộc khảo sát KLI 2001, rào cản ngôn ngữ là một trong các nguyên nhân khiến cho 6.2% trong số 433 công ty Hàn Quốc cho rằng lao động Việt Nam là ít được ưa thích nhất trong số các lao động nước ngoài tại đây.